# Winau (Oppeln)
Winau (polnisch Winów) ist ein Stadtteil der kreisfreien Stadt Opole (Oppeln) in der Woiwodschaft Opole in Polen.

## Geographie
Winau liegt etwa drei Kilometer südwestlich des Stadtkerns von Opole in der Nizina Śląska (Schlesischen Tiefebene) auf einem 194 m hohen Berg, welcher aus der letzten Eiszeit stammt. Östlich des Dorfes fließt die Oder. Durch den Ort verlaufen die Droga krajowa 45 sowie die Droga wojewódzka 414.
Im Norden grenzt Winau an Wójtowa Wieś. Im Westen liegt Dziekanstwo, im Süden Gorek und im Südosten Follwark.

## Geschichte

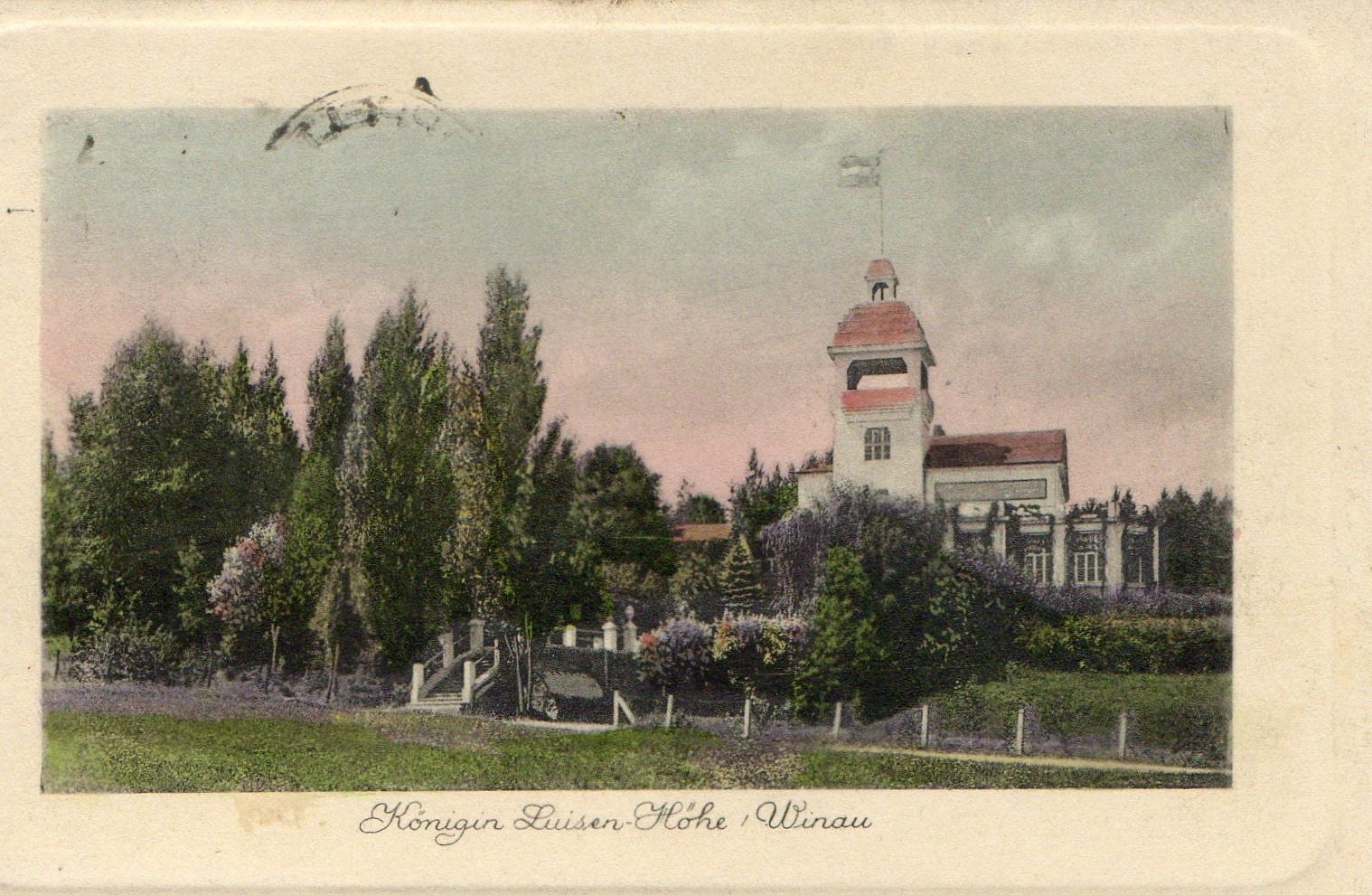
Königin Luisen Höhe 1934

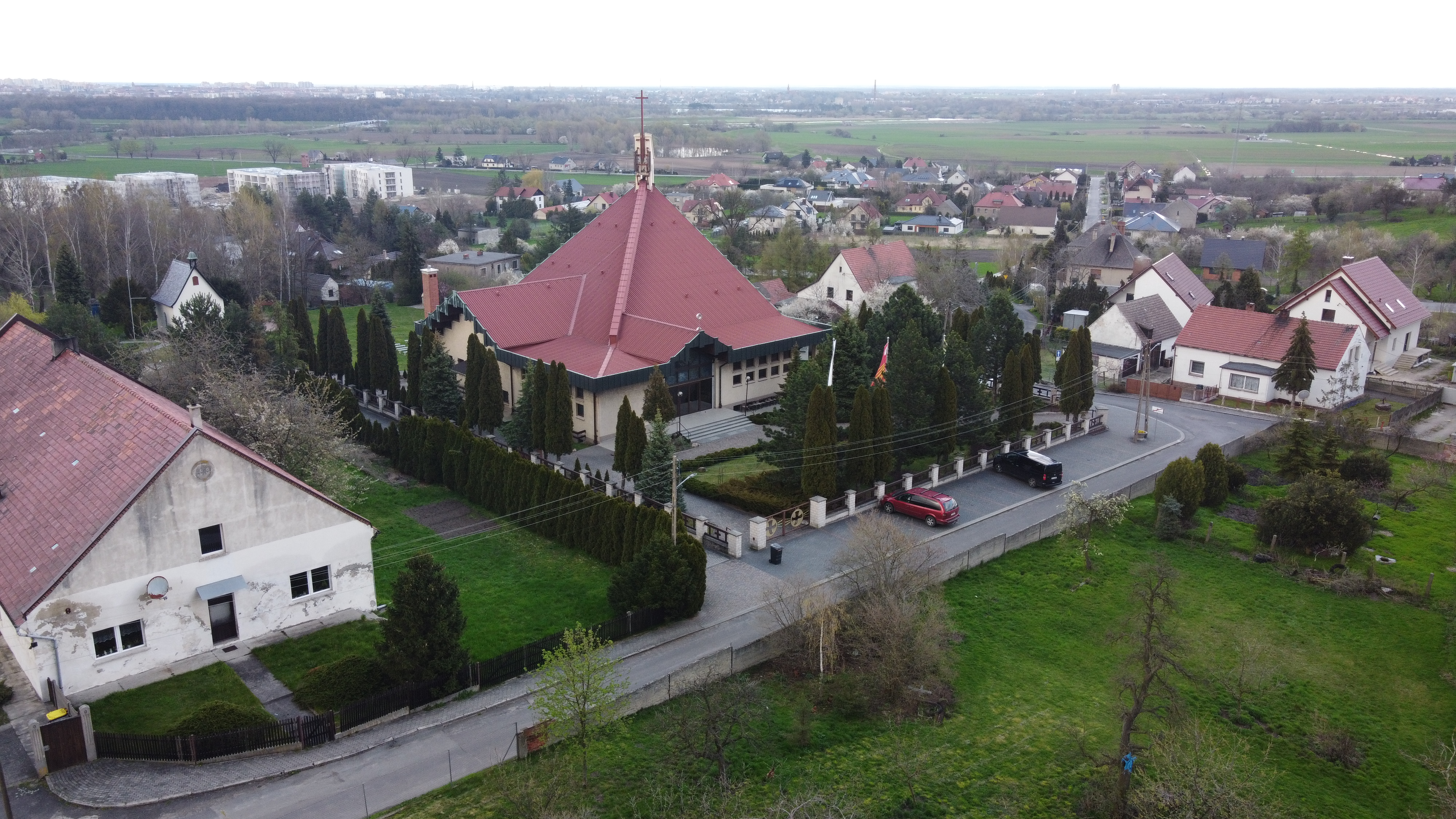
Winau mit Heiliggeistkirche

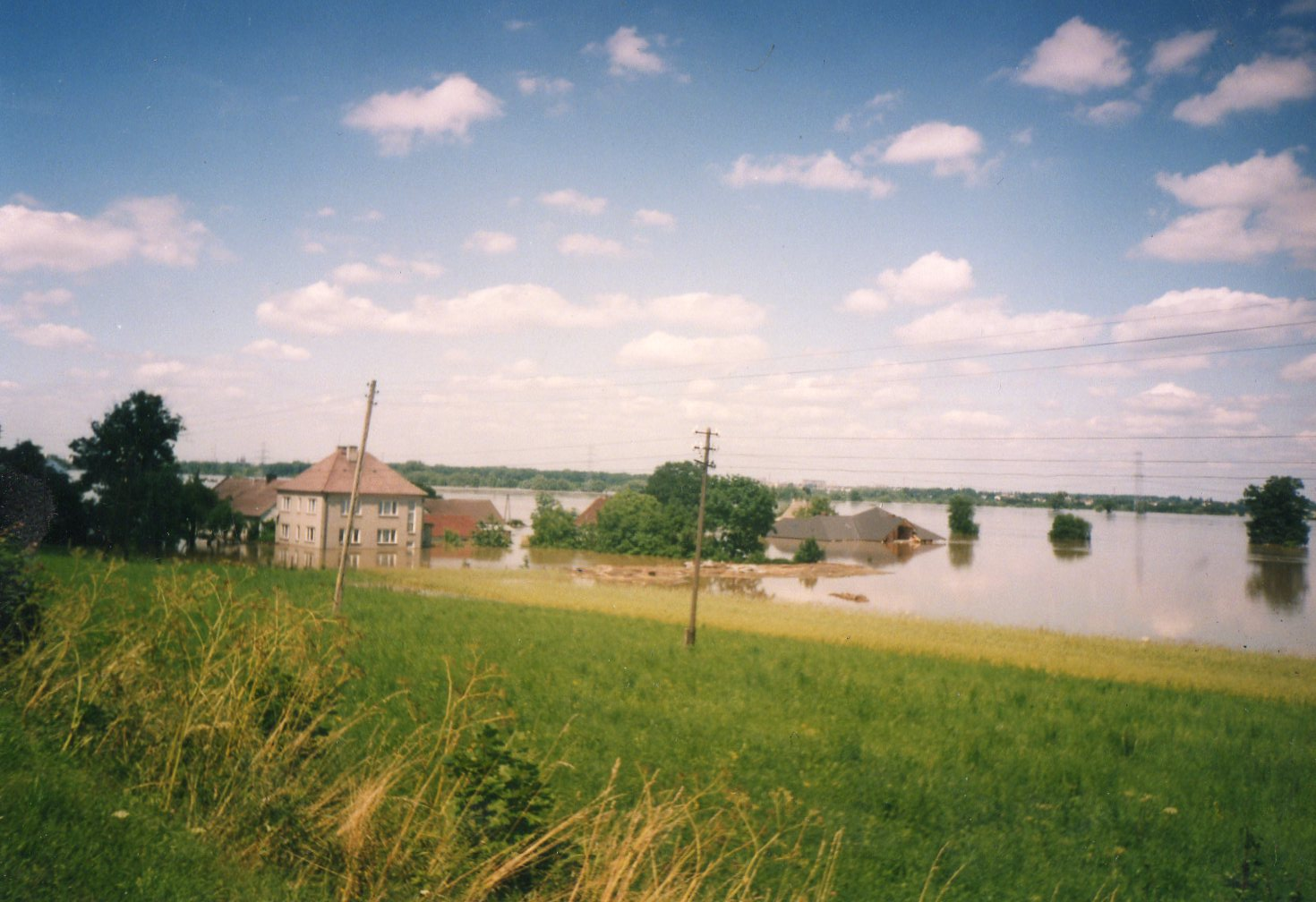
Häuser an der ul. Wodna beim Hochwasser 1997

Die erste Erwähnung Winów erfolgte im Jahr 1412. Schon vor lebten Menschen auf dieser Anhöhe. Nach überlieferten Geschichten, war dieser in heidnischer Zeit ein heiliger Berg. 1532 wurde der Ort als Winow erwähnt. Im Dreißigjährigen Krieg (1618–1648) wurde das Dorf niedergebrannt.
Nach dem Ersten Schlesischen Krieg 1742 fiel Winau mit dem größten Teil Schlesiens an Preußen.
Nach der Neuorganisation der Provinz Schlesien gehörte die Landgemeinde Winau ab 1816 zum Landkreis Oppeln im Regierungsbezirk Oppeln. 1845 bestanden im Dorf ein Vorwerk und 33 Häuser. Im gleichen Jahr lebten in Winau 243 Menschen, davon zehn evangelisch. 1861 hatte der Ort 225 Einwohner. 1874 wurde der Amtsbezirk Sczepanowitz gegründet, welcher die Landgemeinden Chrzowitz, Follwark, Gorrek, Sczepanowitz, Vogtsdorf und Winau sowie die Gutsbezirke Sczepanowitz Domäne und Winau Domäne umfasste.
Bei der Volksabstimmung in Oberschlesien am 20. März 1921 stimmten 73 Wahlberechtigte für einen Verbleib bei Deutschland und 91 für Polen.
In den Jahren vor dem Zweiten Weltkrieg, war das Dorf ein beliebtes Ausflugsziel für die Bevölkerung der Stadt Oppeln. Die Villa Herzogin Luise auf der ehemaligen „Königin-Luisen-Höhe“ war das Ausflugsziel Nummer eins in der Umgebung. Es beherbergte ein Restaurant. Im Außengelände befand sich ein Park, eine Rodelbahn sowie eine Piste zum Skifahren. 1933 lebten in Winau 415 Menschen, 1939 wiederum 615 Einwohner. Bis 1945 befand sich der Ort im Landkreis Oppeln.
1945 kam der bisher deutsche Ort unter polnische Verwaltung, wurde in Winów umbenannt und der Woiwodschaft Schlesien angeschlossen. 1950 kam der Ort zur Woiwodschaft Opole. Nach dem Krieg lebten im Dorf noch knapp 300 Einwohner.
Bei der Jahrhundertflut 1997 an der Oder, wurden auch Teile des Dorfes überschwemmt. Dabei wurde aber der Großteil der Häuser verschont, da sie auf dem Hang liegen. Die Häuser in den unteren Gebieten des Dorfes, vor allem an der ul. Wodna und der ul. Krapkowicka, wurden überschwemmt und standen zum Teil 2 Meter unter Wasser. 1999 kam der Ort zum wiedergegründeten Powiat Opolski. Seit 2002 ist das Dorf Winau im Programm „Rural Renewal“, welches den Weinanbau im Dorf fördert. Im Jahr 2006 konnte Winau den 3. Platz im Wettbewerb „Das schönste Dorf in Oppeln“ ergattern.
Am 30. April 2010 erhielt der Ort zusätzlich den amtlichen deutschen Ortsnamen Winau. Seit Juni 2012 sind auch die Ortsschilder zweisprachig. Bis 2016 lag die oberschlesische Ortschaft in der Gemeinde Proskau im Powiat Opolski (Landkreis Oppeln). Zum 1. Januar 2017 wurde Winau in die Stadt Oppeln eingemeindet. Zwischen 2018 und 2019 wurde die ul. Proszwkowska saniert und ausgebaut.

## Sehenswürdigkeiten

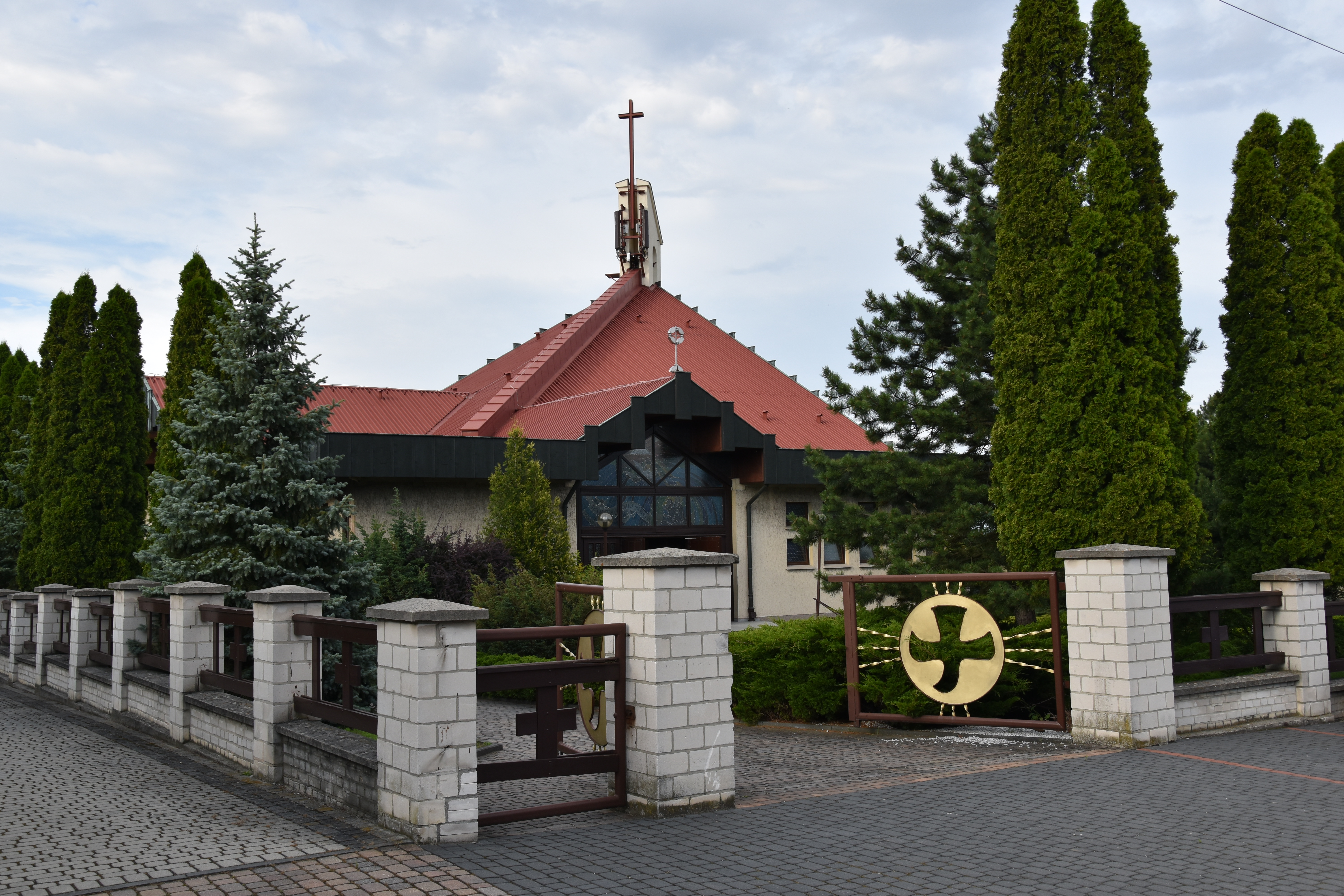
Heilig-Geist-Kirche

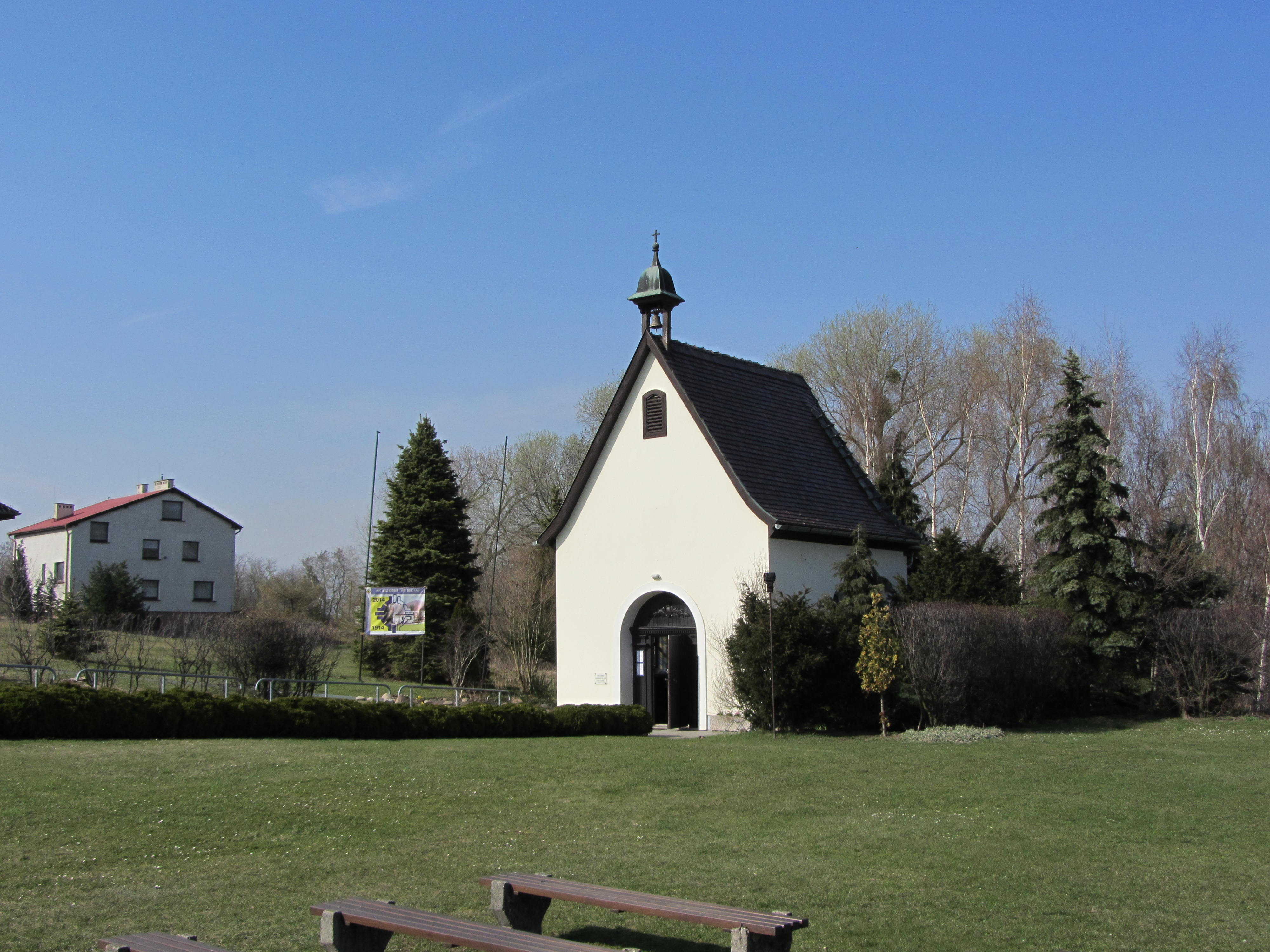
Kapelle der Schönstattbewegung

### Heilig-Geist-Kirche
Die römisch-katholische Heilig-Geist-Kirche (poln. Kościół Ducha Świętego) befindet sich im Winauer Ortskern an der Ulica Ogrodowa 7. Die Kirche wurde zwischen 1983 und 1987 auf Initiative von Pfarrer H. Skomudka. Die eigene Pfarrei zum Heiligen Geist wurde 1987 gegründet. Im Garten der Kirche befindet sich eine Kapelle die zur Schönstattbewegung gehört.

### Villa Herzogin Luise
Die Villa Herzogin Luise (poln. Willa Księżnej Luizy) auf der ehemaligen Luisenhöhe befindet sich im nördlichen Teil des Dorfes an der Ulica stara Droga. Die Villa wurde am Anfang des 20. Jahrhunderts von der Familie Pietrzyków erbaut und mit einem kleinen Landschaftspark mit Weihern und Wegen versehen. Bis zum Zweiten Weltkrieg diente das Haus hauptsächlich als Kaffee- und Sporthaus sowie die gesamte Luisenhöhe als beliebter Ausflugsziel. Heute befindet sich die Villa im Privatbesitz.

### Weitere Sehenswürdigkeiten
- Friedhofskapelle; Mitte des 19. Jahrhunderts auf dem Friedhof gebaut.
- Grabmal von Alois Liguda auf dem Friedhof
- Gefallenendenkmal auf dem Friedhof von 1992
- Winauer Hügellandschaft im Westen des Dorfes[13]

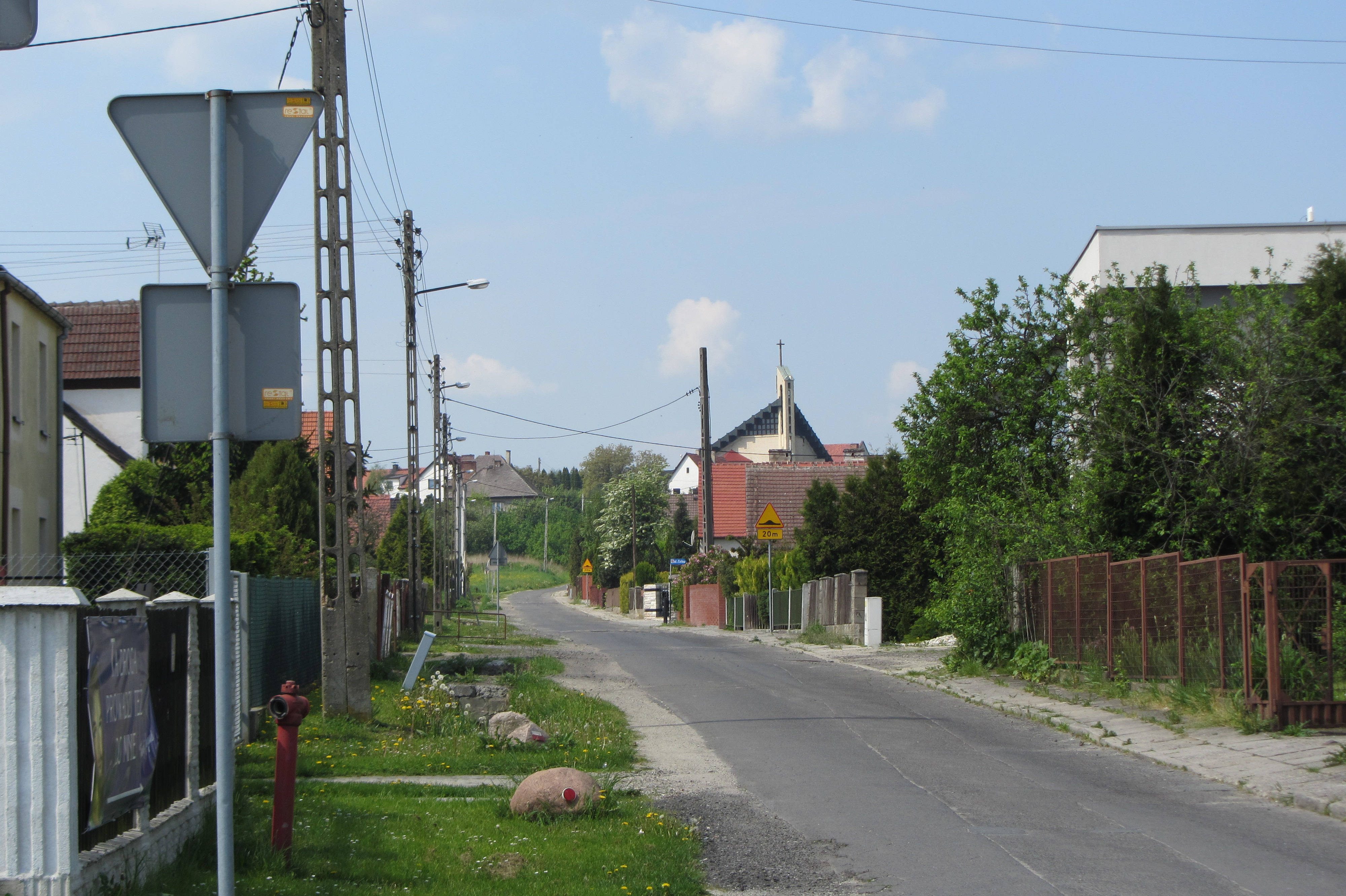
Hauptstraße mit Blick auf die Kirche
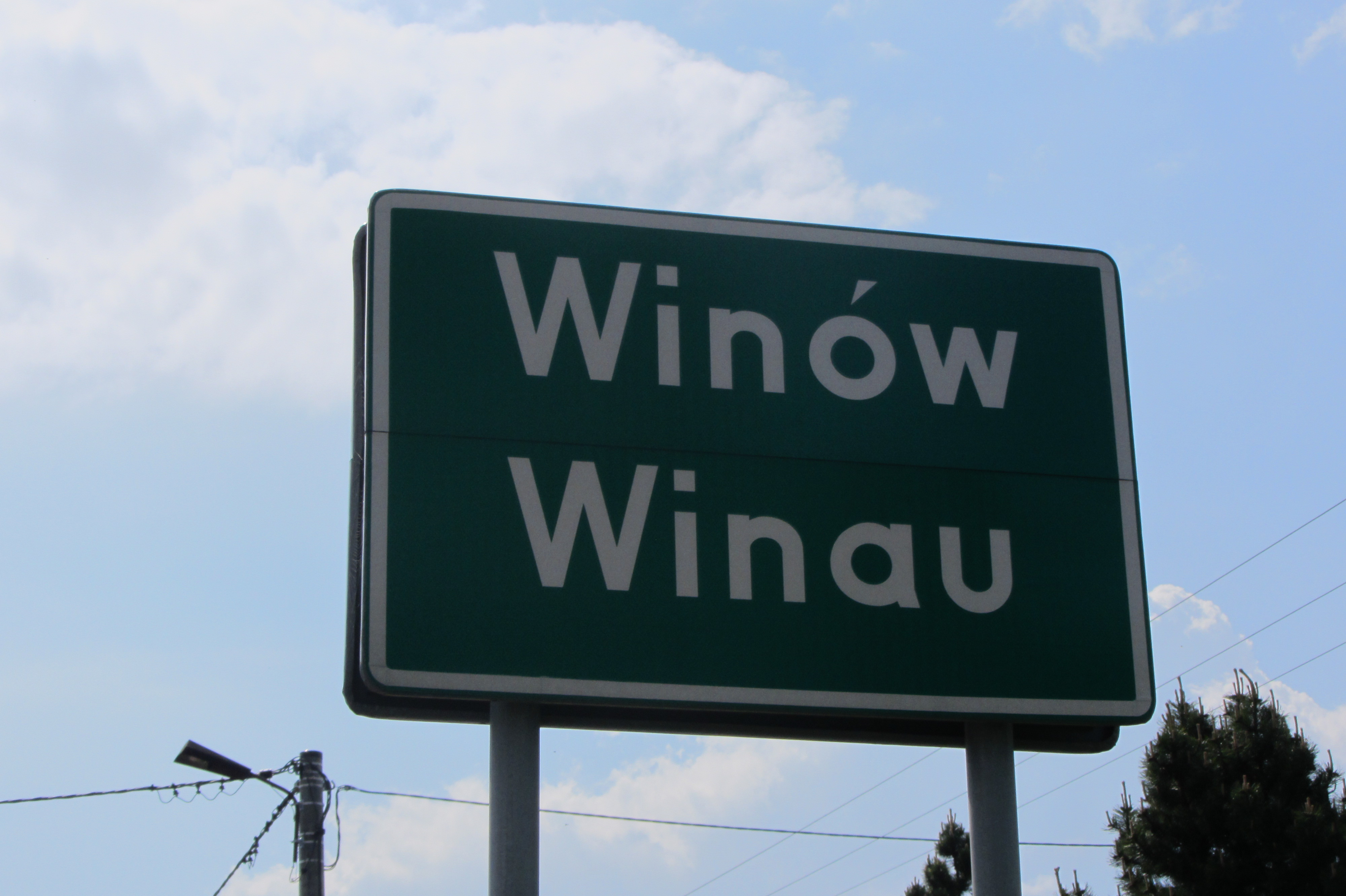
Zweisprachiges Ortsschild des Dorfes
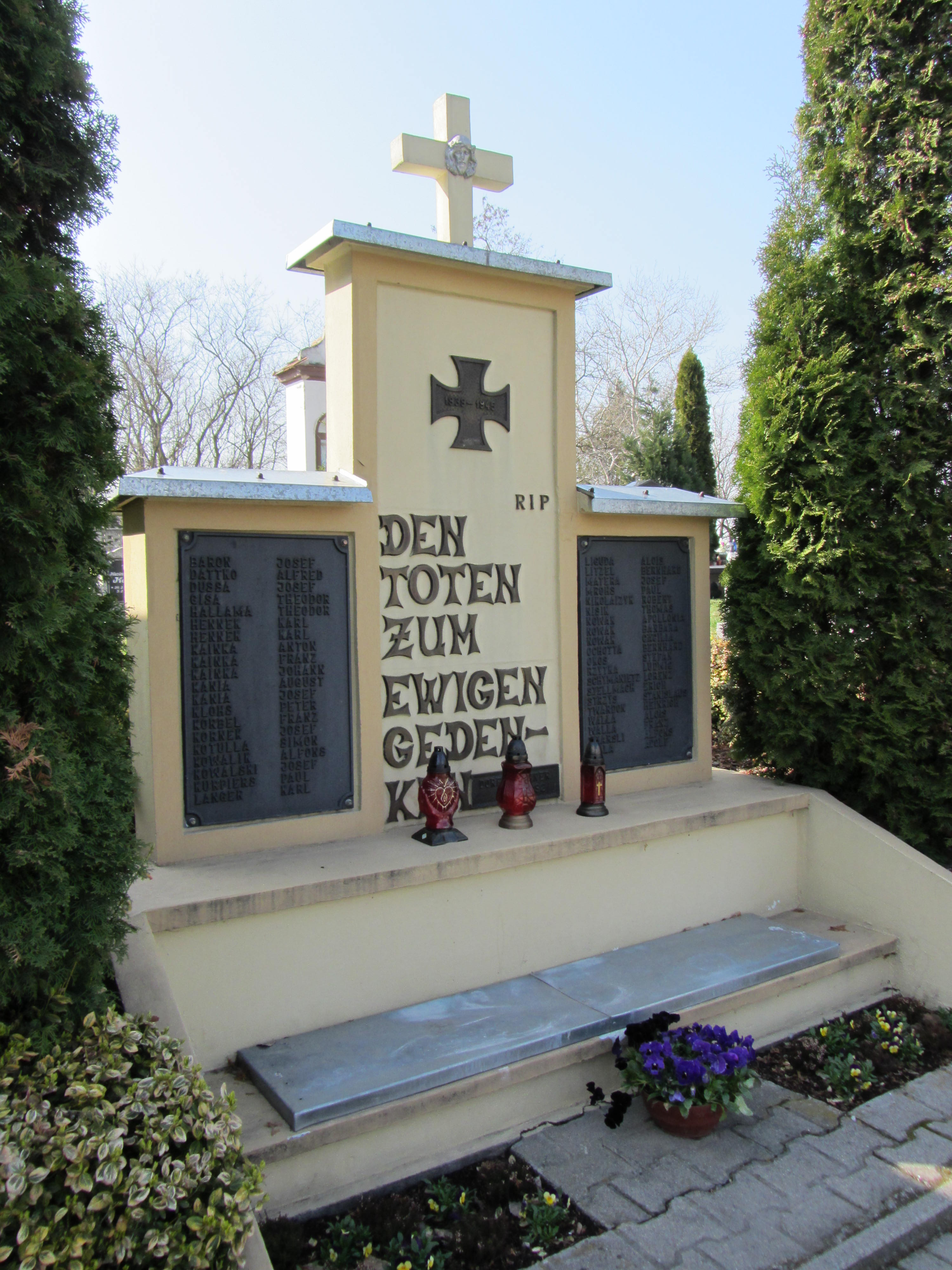
Gefallenendenkmal
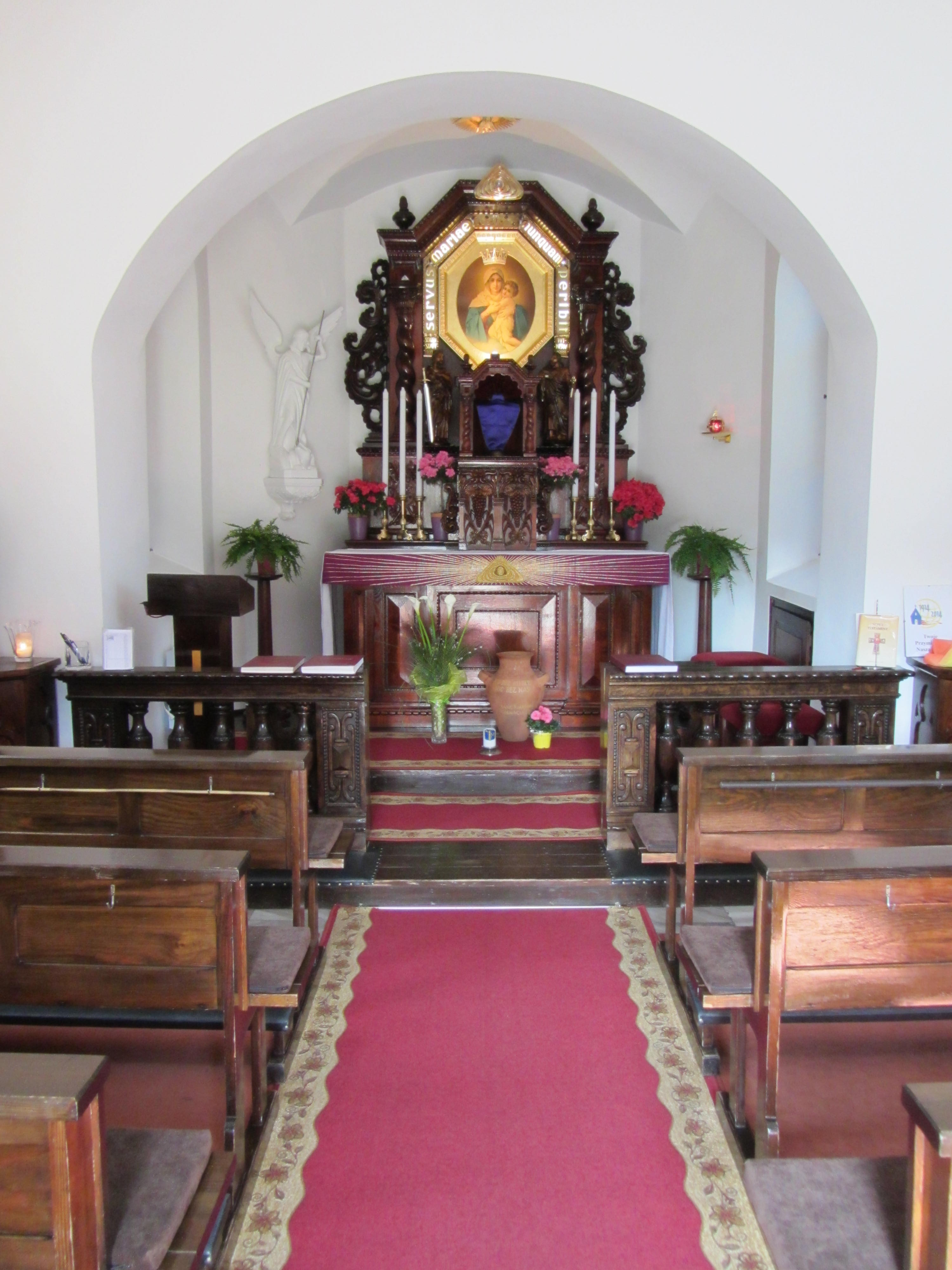
Innenraum der Kapelle
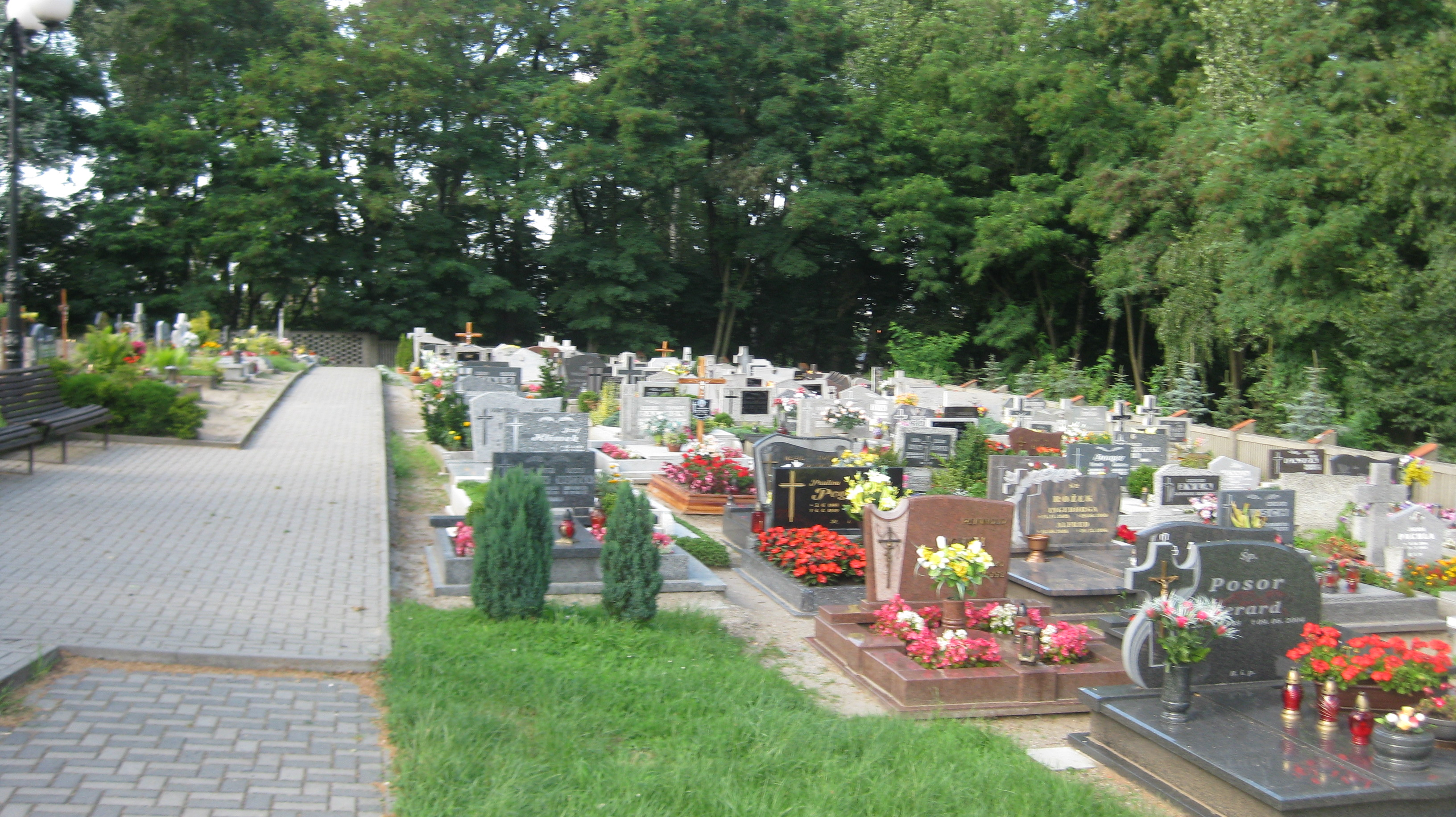
Friedhof

## Vereine
- Deutscher Freundschaftskreis

## Söhne und Töchter des Dorfes
- Alojzy Liguda (1898–1942) – deutsch-polnischer Missionar und Priester, starb 1942 im KZ Dachau, 1999 Seliggesprochen[14]